# Изящный расписной малюр
Изящный расписной малюр (лат. Malurus amabilis) — вид птиц семейства малюровых. Эндемик Австралии. Среда обитания — субтропические и тропические леса.

## Описание
Впервые эта птица была описана орнитологом Джоном Гульдом в 1852 году по коллекции, собранной капитаном Оуэном Стэнли в Кейп-Йорке. Видовой эпитет ămābǐlis означает «милый». Это один из 12 видов рода расписных малюров (Malurus), найденных в Австралии и Новой Гвинее. 
Как и у других малюров, у этого вида отмечается половой диморфизм. У самцов более заметное оперение с блестящими радужными синими и каштановыми оттенками на общем чёрно-серо-коричневом цвете. Крылья чёрные.